# Cymbopetalum lanugipetalum
Cymbopetalum lanugipetalum là loài thực vật có hoa thuộc họ Na. Loài này được Schery mô tả khoa học đầu tiên năm 1941.